# العلاقات الإيرانية الليبية
العلاقات الإيرانية الليبية هي العلاقات الثنائية التي تجمع بين إيران وليبيا.

## مقارنة بين البلدين
هذه مقارنة عامة ومرجعية للدولتين:
| وجه المقارنة                                              | إيران                    | ليبيا                                       |
| --------------------------------------------------------- | ------------------------ | ------------------------------------------- |
| المساحة (كم2)                                             | 1.65 مليون               | 1.76 مليون                                  |
| عدد السكان (نسمة)                                         | 79.97 مليون              | 6.37 مليون                                  |
| الكثافة السكانية (ن./كم²)                                 | 48.47                    | 3.62                                        |
| العاصمة                                                   | طهران                    | طرابلس                                      |
| اللغة الرسمية                                             | لغة فارسية               | اللغة العربية، اللغة العربية الفصحى الحديثة |
| العملة                                                    | ريال إيراني              | دينار ليبي                                  |
| الناتج المحلي الإجمالي (بليون دولار)                      | 439.51 مليار             | 50.98 مليار                                 |
| الناتج المحلي الإجمالي (تعادل القوة الشرائية) بليون دولار | 1.36 تريليون             | 69.32 مليار                                 |
| الناتج المحلي الإجمالي الاسمي للفرد دولار أمريكي          |                          |                                             |
| الناتج المحلي الإجمالي للفرد دولار أمريكي                 |                          | 15.60 ألف                                   |
| مؤشر التنمية البشرية                                      | 0.766                    | 0.724                                       |
| رمز المكالمات الدولي                                      | +98                      | +218                                        |
| رمز الإنترنت                                              | .ir،                     | .ly                                         |
| المنطقة الزمنية                                           | ت ع م+03:30، توقيت إيران | ت ع م+02:00، توقيت شرق أوروبا               |

## منظمات دولية مشتركة
يشترك البلدان في عضوية مجموعة من المنظمات الدولية، منها:
| علم المنظمة | اسم المنظمة                        | تاريخ انضمام إيران | تاريخ انضمام ليبيا |
| ----------- | ---------------------------------- | ------------------ | ------------------ |
|             | مؤسسة التنمية الدولية              | 10 أكتوبر 1960     | 1 أغسطس 1961       |
|             | يونسكو                             | 6 سبتمبر 1948      | 27 يونيو 1953      |
|             | وكالة ضمان الاستثمار متعدد الأطراف | 15 ديسمبر 2003     | 5 أبريل 1993       |
|             | الأمم المتحدة                      | 24 أكتوبر 1945     | 14 ديسمبر 1955     |
|             | الاتحاد البريدي العالمي            | ?                  | ?                  |
|             | البنك الدولي للإنشاء والتعمير      | 29 ديسمبر 1945     | 17 سبتمبر 1958     |
|             | منظمة التعاون الإسلامي             | ?                  | ?                  |
|             | منظمة حظر الأسلحة الكيميائية       | ?                  | ?                  |
|             | مؤسسة التمويل الدولية              | 28 ديسمبر 1956     | 18 سبتمبر 1958     |
|             | منظمة الشرطة الجنائية الدولية      | ?                  | ?                  |

## وصلات خارجية
- موقع وزارة الخارجية الإيرانية
- موقع وزارة الخارجية الليبية